# Cliffs of Moher SPA
Cliffs of Moher SPA este o arie protejată (arie de protecție specială avifaunistică — SPA) din Irlanda întinsă pe o suprafață de 873,94 ha, integral pe uscat.

## Localizare
Centrul sitului Cliffs of Moher SPA este situat la coordonatele 52°57′49″N 9°26′48″W / 52.963556°N 9.446534°V.

## Înființare
Situl Cliffs of Moher SPA a fost declarat arie de protecție specială avifaunistică în februarie 1986 pentru a proteja 7 specii de animale.

## Biodiversitate
Situată în ecoregiunea atlantică, aria protejată nu include niciun habitat protejat.
La baza desemnării sitului se află mai multe specii protejate de  păsări (7): alca (Alca torda), șoim călător (Falco peregrinus), papagal de mare (Fratercula arctica), Fulmarus glacialis, Pyrrhocorax pyrrhocorax, Rissa tridactyla, Uria aalge.
Pe lângă speciile protejate, pe teritoriul sitului au mai fost identificate 5 specii de păsări.